# NGC 7419
NGC 7419 (другое обозначение — OCL 250) — рассеянное скопление в созвездии Цефей.Оно значительно покраснело и знаменито тем, что содержит 5 красных сверхгигантов — наибольшее количество красных сверхгигантов, известное до конца XX века в одном скоплении, но, вероятно, не содержит голубых сверхгигантов.

## Объекты
Самый яркий из 5 красных сверхгигантов — необычно холодный MY Цефея. Он имеет спектральный класс M7.5, который является одним из самых поздних спектральных классов среди красных сверхгигантов, хотя анализ затруднён из-за отсутствия сопоставимых стандартных звёзд. Его эффективная температура оценивается примерно в 3000 K, а болометрическая светимость — более чем в 100 000 солнечных. MY Цефея является полуправильной переменной звездой, видимая звёздная величина которой изменяется в интервале от 14,4m до 15,3m.
Самые яркие горячие звёзды скопления имеют спектральный класс BC2, означающий звёзды спектрального класса B2 с повышенным содержанием углерода. Одна звезда имеет класс сетимости ll — яркий гигант, а другая lb-ll — либо сверхгигант, либо яркий гигант. Более горячие звёзды скопления визуально более тусклые из-за примерно 6 величин межзвёздного поглощения.
Отсутствие голубых сверхгигантов, особенно в скоплении подходящего размера и возраста, которое включает в себя 5 красных сверхгигантов, является странным. Такое низкое соотношение голубых и красных сверхгигантов встречается в скоплениях с низкой металличностью, но NGC 7419 это молодое скопление с околосолнечной металличностью. быстрое вращение звёзд может объяснить эту тенденцию, способствуя высокой потере массы и быстрой эволюции массивных звёзд в красные сверхгиганты. Этот вывод также согласуется с высокой долей Be-звёзд в скоплении.
Возраст скопления оценивается в 14±2 миллиона лет. Скопления этого возраста, как ожидается, будут иметь точку поворота с главной последовательности при спектральном классе B1, и это видно в NGC 7419. Суммарная масса всех наблюдаемых в скоплении звёзд спектрального класса B оценивается в 1200 M☉, что подразумевает общую массу скопления в 7000 — 10000 M☉.

## Звёзды, не являющиеся объектами скопления
Видимая в том же поле и столь же яркая на инфракрасных изображениях, как и красные сверхгиганты, углеродная звезда MZ Цефея, находится к нам гораздо ближе, чем NGC 7419. Это медленная неправильная переменная звезда с диапазоном от 14,7m до 15,4m.
Визуально ярчайшая звезда в центральной области скопления это жёлтый гигант, удалённый примерно на 500 парсек от нас согласно астрометрии Gaia. Ещё более яркая соседняя звезда HD 216721 также является объектом переднего плана. Ещё дальше от центра скопления находится затменно-двойная система 7-й звёздной величины V453 Цефея, удалённая от нас примерно на 250 парсек.